# Надійний Ромео
Надійний Ромео (англ. A Robust Romeo) — американська короткометражна кінокомедія Джорджа Ніколса 1914 року з Роско Арбаклом в головній ролі.

## У ролях
- Роско ’Товстун’ Арбакл — Фатті
- Емма Белл Кліфтон — дружина Фатті
- Форд Стерлінг
- Мак Свейн